# Callicostella rugiseta
Callicostella rugiseta är en bladmossart som beskrevs av Hugh Neville Dixon 1941. Callicostella rugiseta ingår i släktet Callicostella och familjen Hookeriaceae. Inga underarter finns listade i Catalogue of Life.